# Grădiștea, Brăila
Grădiștea là một xã thuộc hạt Brăila, România. Dân số thời điểm năm 2002 là 2665 người.